# San Fernando, Cádiz
San Fernando là một đô thị trong tỉnh Cádiz, Tây Ban Nha.

## Thành phố kết nghĩa
- Montigny-le-Bretonneux,  Pháp

## Dân số
| 1999   | 2000   | 2001   | 2002   | 2003   | 2004   | 2005   |
| ------ | ------ | ------ | ------ | ------ | ------ | ------ |
| 87.179 | 88.179 | 88.110 | 88.333 | 88.490 | 90.178 | 92.666 |

Source: INE (Spain)